# Державний ландшафтний заказник «Мис Айя»
Державний ландшафтний заказник «Мис Айя́» (крим. Ayya burnu devlet landşaft-raatlıq) — об'єкт природно-заповідного фонду загальнодержавного значення в Бахчисарайському районі АР Крим.

## Склад заказника

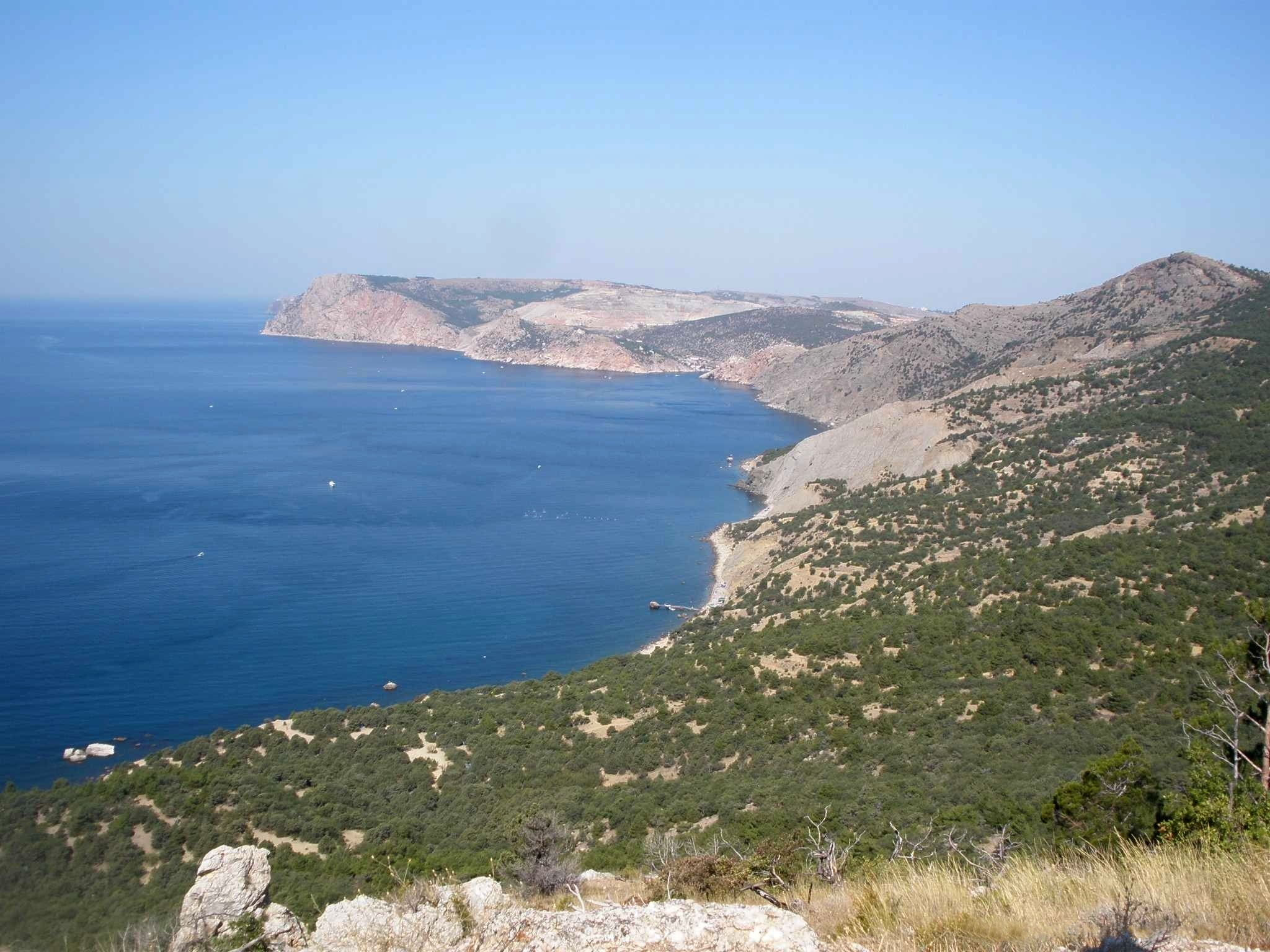
Мис Айя

Заказник створений 1982 року як ландшафтний заказник загальнодержавного значення з площею території 1340 га та прилеглої акваторією. З організацією заказника до його складу увійшли три раніше створені об'єкти природно-заповідного фонду України:
- пам'ятка природи місцевого значення «Гай піцундської сосни і ялівця високого на мисі Айя» (створений в 1947),
- «Урочище Батилиман» (1964),
- заповідне урочище «Гай сосни Станкевича» (1980).

Акваторія шириною 300 метрів уздовж берега (208 га) охороняється з 1972 року як частина Ласпі-Сарицького аквального комплексу («Прибережний аквальний комплекс біля мису Айя»).

## Флора
Флора мису Айя нараховує до 500 видів рослин, з яких 28 видів занесені до Червоної книги України. У прибережній смузі біля мису ростуть реліктові сосна Станкевича, ялівець високий, 16 видів орхідей, булатка, суничник дрібноплодий, мишачий терен причорноморський, чист кримський, скумпія, крушина, авраамове дерево, фісташка туполиста.

## Фауна
Риби. В акваторії водяться всі три види чорноморських дельфінів: афаліна, білобочка, азовка, а також катран, краб, рапан, чорноморська мідія, кефаль, ставрида чорноморська, морський йорж, скорпена, морський окунь, собачка морська.
Плазуни представлені кількома видами ящірок та змій, у тому числі: кримський гекон, полоз леопардовий та полоз палласів.
Птахи. Тут гніздяться чорний дрізд, велика синиця, гірська вівсянка, сойка, в небі можна побачити сапсанів, орлів .
Ссавці. У ландшафтному заказнику водяться кілька різних груп ссавців. З ратичних тут можна зустріти: олень благородний (кримський підвид), свиня дика, сарна європейська, з хижих тут мешкають лисиця руда, ласка, куниця кам'яна, з гризунів — заєць сірий, вивірка телеутка, мишак уральський, полівка алтайська та інші, з кажанів відомі підковик великий та підковик малий, низка інших видів кажанів (нічниці, нетопирі).

## Галерея

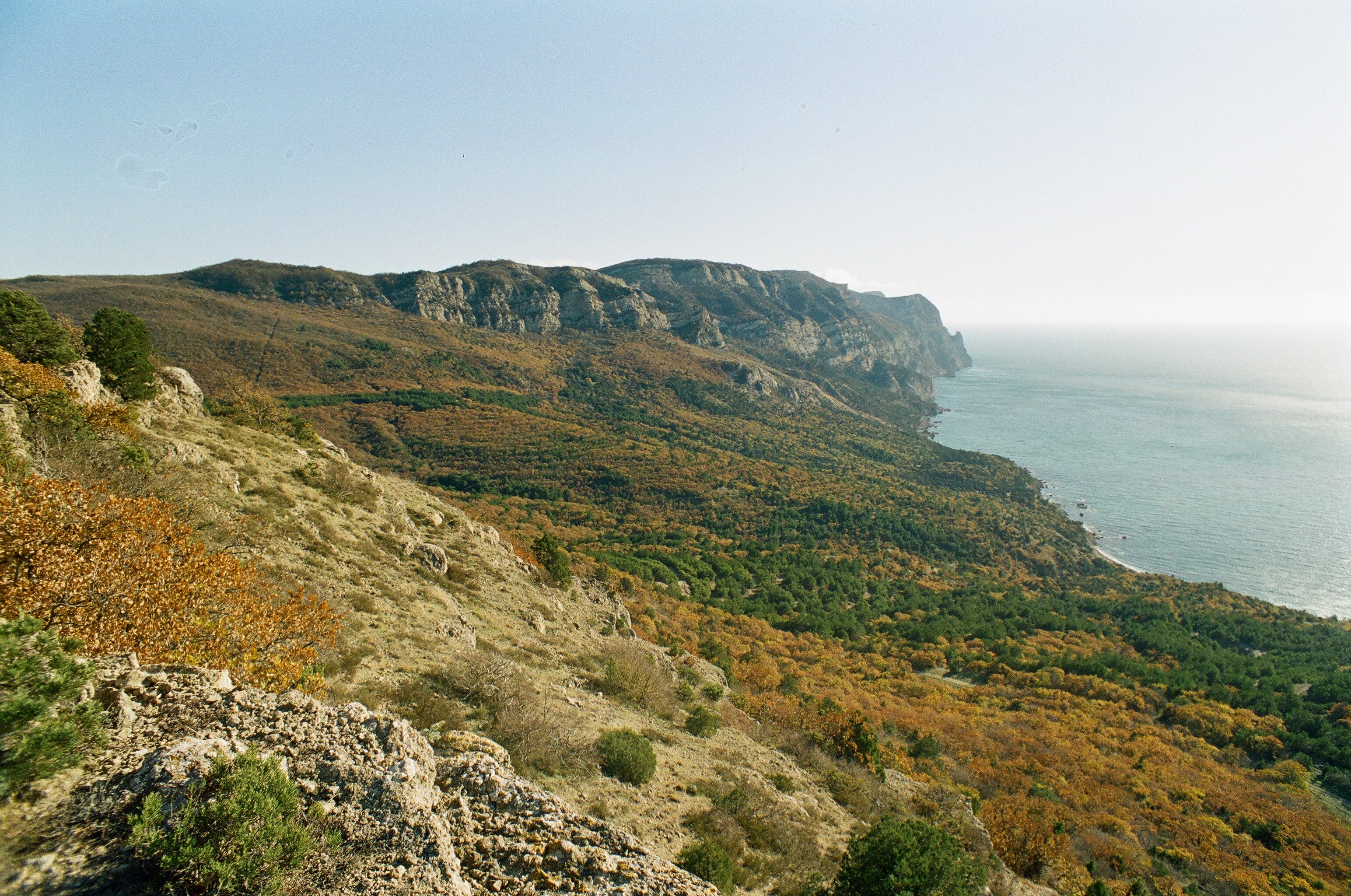
Урочище Аязьма
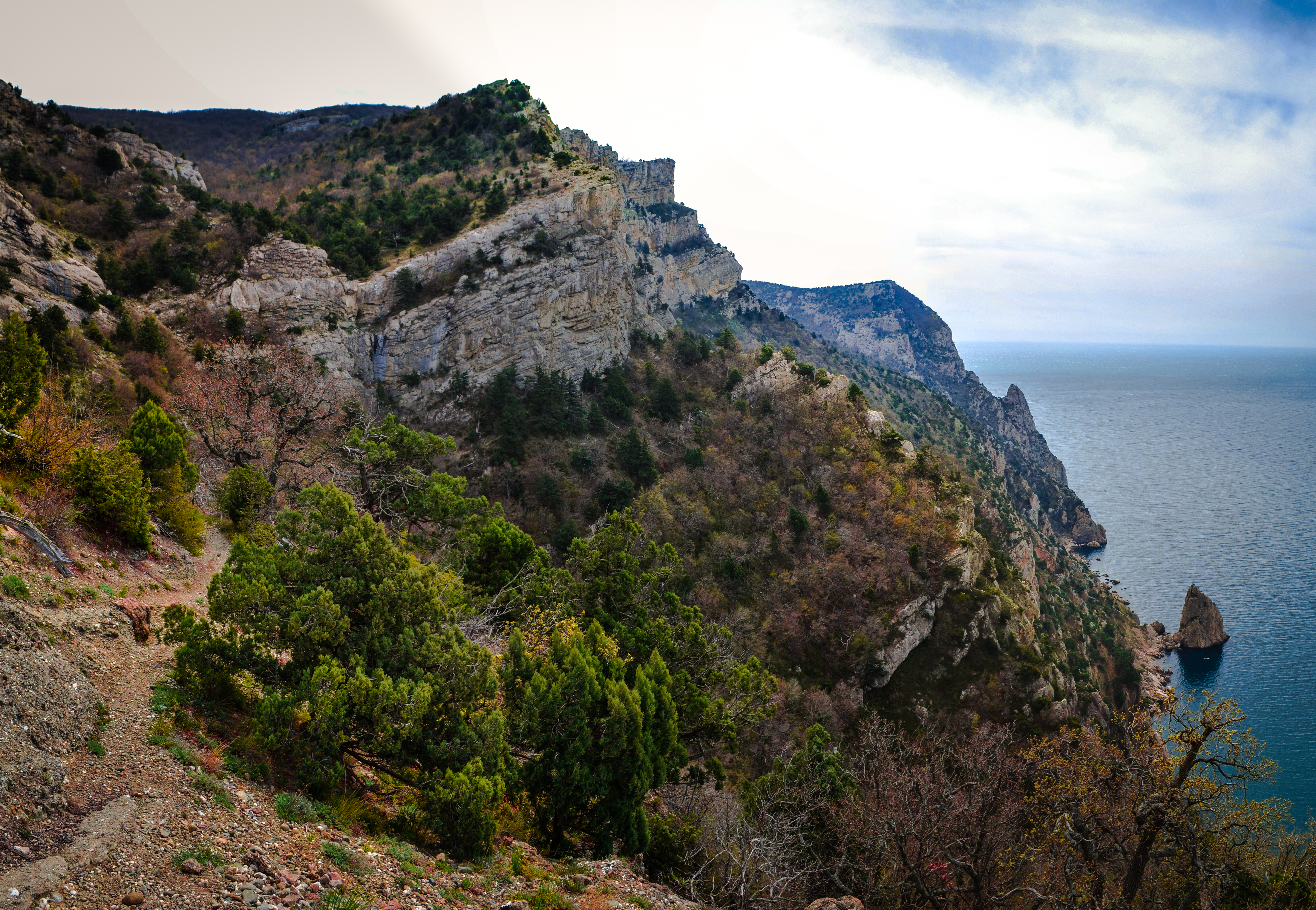
Гора Носоріг
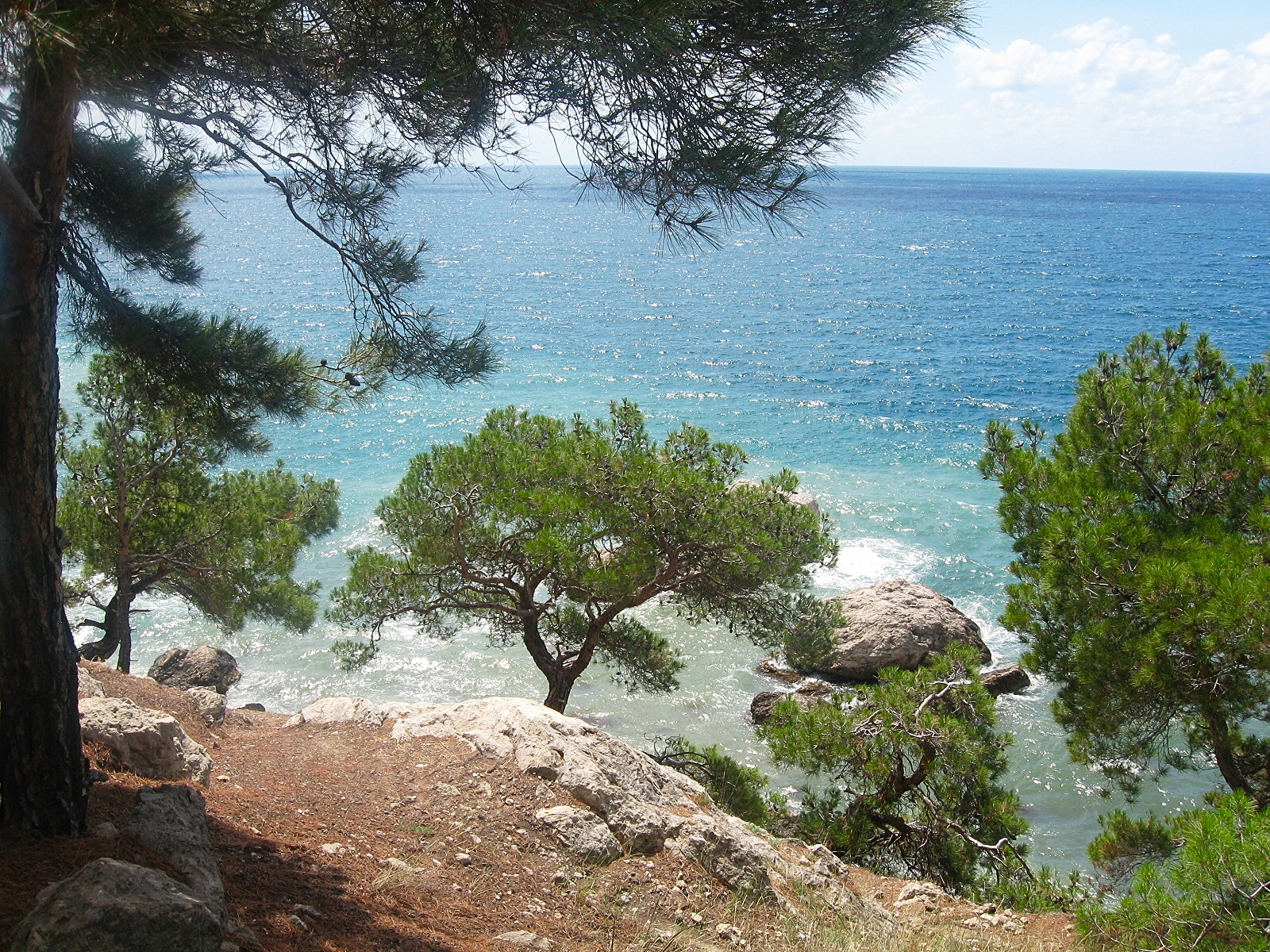
Урочище Аязьма
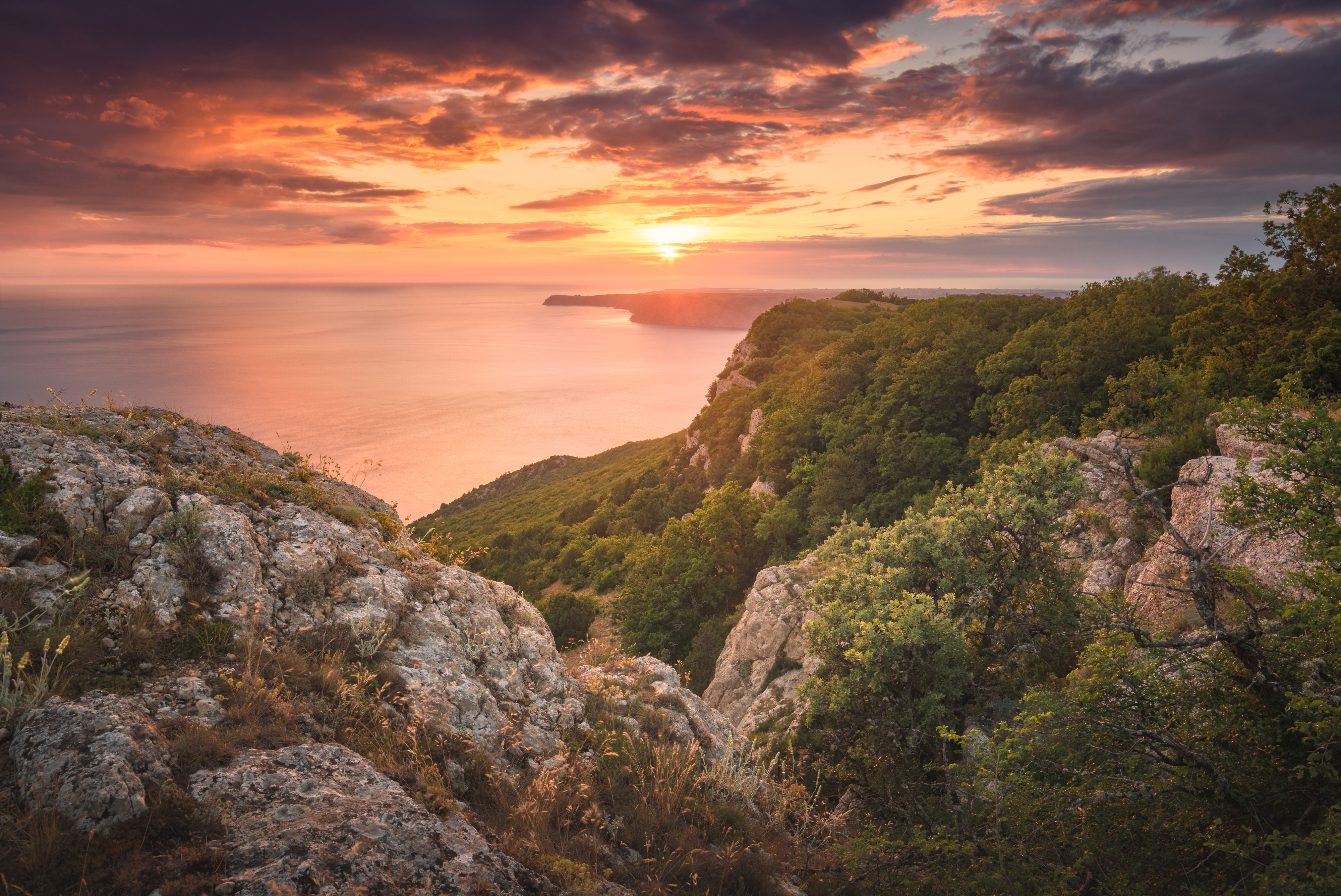
Захід сонця на мисі
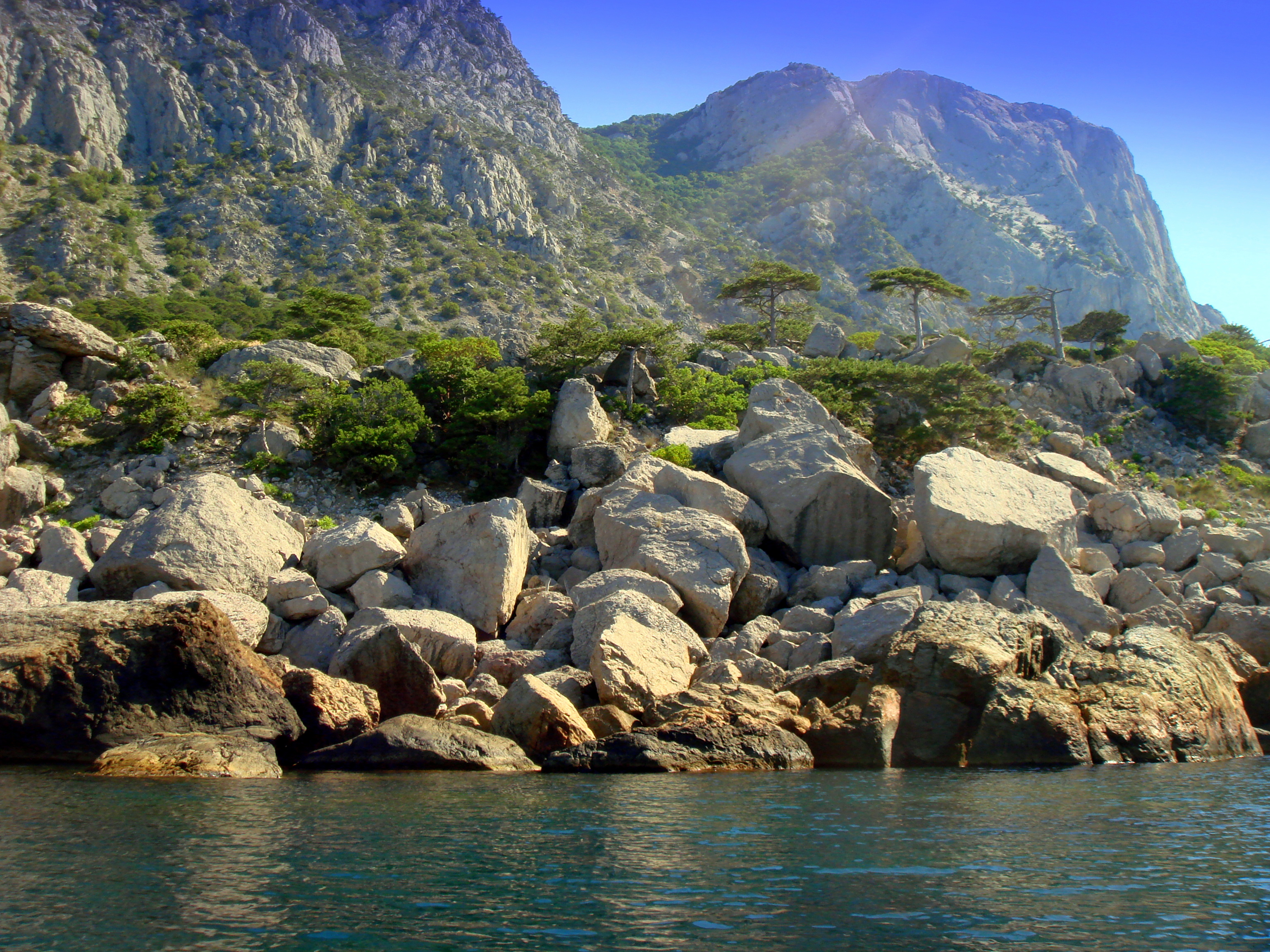
Кам'янисте узбережжя
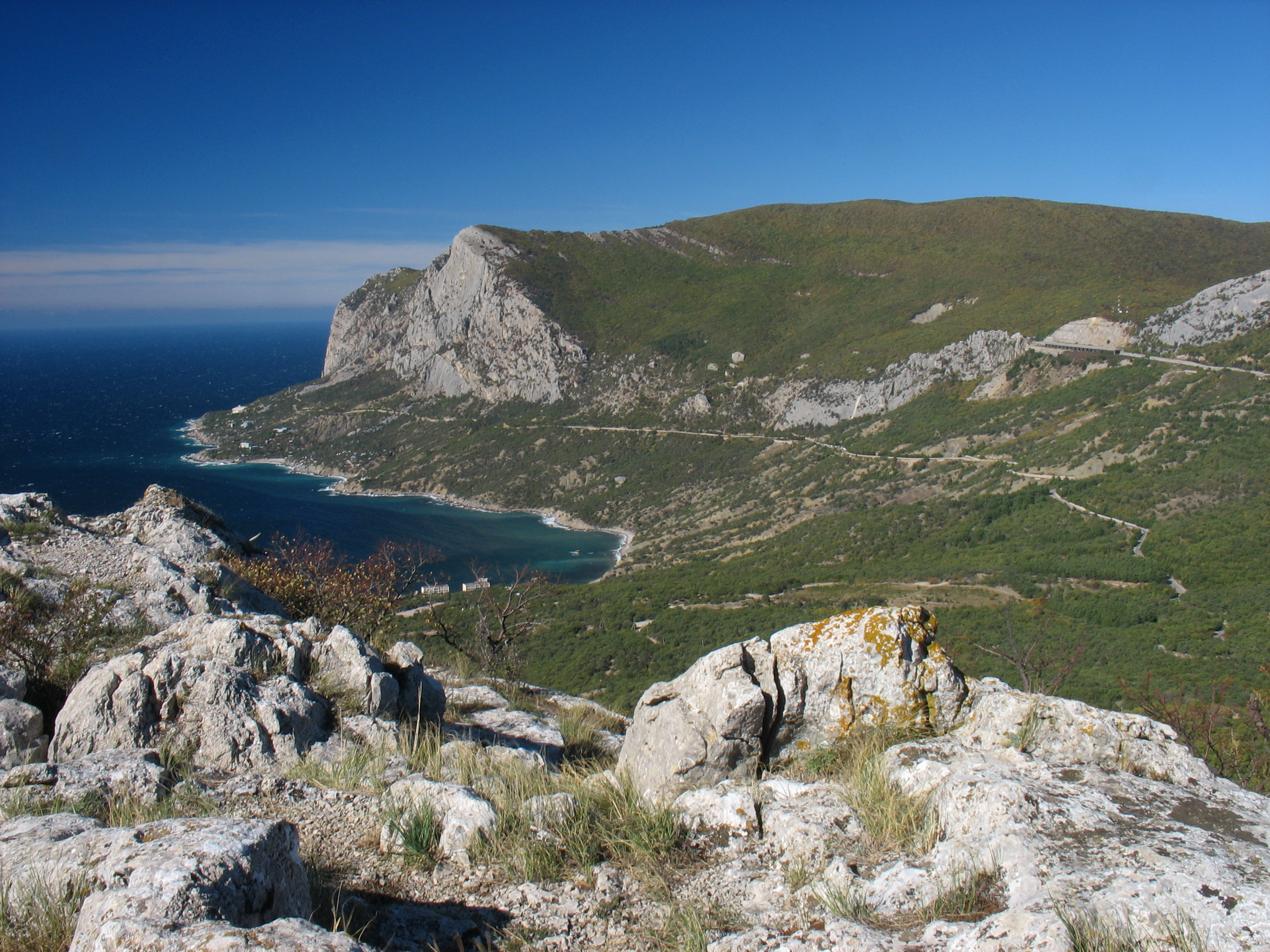
Вид на мис зі скель Ілляс-Кая